# Марія Елена Камерін
Марія Елена Камерін (італ. Maria Elena Camerin, нар. 21 березня 1982 в Мотта-ді-Лівенца) — колишня італійська професійна тенісистка. Найвища позиція в одиночному рейтингу — 41, досягнута 11 жовтня 2004.

## Важливі фінали

### Фінали Premier Mandatory/Premier 5

#### Парний розряд (1–0)
| Результат | Рік  | Турнір             | Покриття | Партнер      | Опоненти                     | Рахунок       |
| --------- | ---- | ------------------ | -------- | ------------ | ---------------------------- | ------------- |
| Перемога  | 2006 | Мастерс Цинциннаті | Тверде   | Хісела Дулко | Марта Домаховська Саня Мірза | 6–4, 3–6, 6–2 |

## Фінали турнірів WTA

### Одиночний розряд (0–2)
| Перемога – Легенда                  |
| ----------------------------------- |
| Турніри Великого шолома (0–0)       |
| Турніри WTA Tour (0–0)              |
| Premier Mandatory & Premier 5 (0–0) |
| Premier (0–0)                       |
| International (0–2)                 |

| Титули за покриттям |
| ------------------- |
| Тверде (0–1)        |
| Трава (0–1)         |
| Ґрунт (0–0)         |
| Килим (0–0)         |

| Результат | Ранг | Дата            | Турнір                                              | Покриття | Опонент        | Рахунок            |
| --------- | ---- | --------------- | --------------------------------------------------- | -------- | -------------- | ------------------ |
| Поразка   | 1.   | 23 липня 2001   | Гран-прі принцеси Лалли Мер'єм, Casablanca, Марокко | Ґрунт    | Zsófia Gubacsi | 6–1, 3–6, 6–7(5–7) |
| Поразка   | 2.   | 24 вересня 2006 | Banka Koper Slovenia Open, Portorož, Словенія       | Тверде   | Таміра Пашек   | 5–7, 1–6           |

### Парний розряд (3–3)
| Перемога — Легенда                  |
| ----------------------------------- |
| Турніри Великого шолома (0–0)       |
| Турніри WTA Tour (0–0)              |
| Premier Mandatory & Premier 5 (1–0) |
| Premier (1–1)                       |
| International (1–2)                 |

| Титули за покриттям |
| ------------------- |
| Тверде (3–3)        |
| Трава (0–0)         |
| Ґрунт (0–0)         |
| Килим (0–0)         |

| Результат | Ранг | Дата          | Турнір                                               | Покриття | Партнер              | Опонент                                         | Рахунок       |
| --------- | ---- | ------------- | ---------------------------------------------------- | -------- | -------------------- | ----------------------------------------------- | ------------- |
| Поразка   | 1.   | 8 січня 2005  | Gold Coast, Queensland, Gold Coast, Австралія        | Тверде   | Silvia Farina Elia   | Лиховцева Олена Олександрівна Magdalena Maleeva | 6–3, 5–7, 6–1 |
| Перемога  | 1.   | 21 Sep 2005   | Guangzhou International Women's Open, Guangzhou, КНР | Тверде   | Emmanuelle Gagliardi | Neha Uberoi Shikha Uberoi                       | 7–6(7–5), 6–3 |
| Перемога  | 2.   | 9 жовтня 2005 | Tashkent Open, Tashkent, Узбекистан                  | Тверде   | Émilie Loit          | Anastasia Rodionova Галина Воскобоєва           | 6–3, 6–0      |
| Перемога  | 3.   | 23 липня 2006 | Cincinnati Masters, Cincinnati, США                  | Тверде   | Хісела Дулко         | Marta Domachowska Саня Мірза                    | 6–4, 3–6, 6–2 |
| Поразка   | 2.   | 30 липня 2006 | Bank of the West Classic, Stanford, США              | Тверде   | Хісела Дулко         | Анна-Лена Гренефельд Шахар Пеєр                 | 6–1, 6–4      |
| Поразка   | 3.   | 8 жовтня 2006 | Tashkent Open, Tashkent, Узбекистан                  | Тверде   | Emmanuelle Gagliardi | Tatiana Poutchek Вікторія Азаренко              | walk-over     |

## Досягнення на турнірах Великого шолома

### Одиночний розряд
| Турнір                           | 1997 | 1998 | 1999 | 2000 | 2001 | 2002 | 2003 | 2004 | 2005 | 2006 | 2007 | 2008 | 2009 | 2010 | 2011 | 2012 | 2013 | W-L   |
| -------------------------------- | ---- | ---- | ---- | ---- | ---- | ---- | ---- | ---- | ---- | ---- | ---- | ---- | ---- | ---- | ---- | ---- | ---- | ----- |
| Austaralian Open                 | A    | A    | A    | A    | LQ   | 2R   | LQ   | 2R   | 1R   | 3R   | 3R   | 2R   | 1R   | LQ   | 1R   | К2р  | К2р  | 11–11 |
| French Open                      | A    | A    | A    | A    | LQ   | 1R   | 1R   | 2R   | 1R   | 1R   | 1R   | 1R   | LQ   | 1R   | К2р  | К2р  | К1р  | 4–11  |
| Вімблдонський турнір             | A    | A    | A    | A    | A    | LQ   | 2R   | 1R   | 1R   | 1R   | 1R   | 1R   | 1R   | 1R   | К2р  | 1R   | 1R   | 6–10  |
| Відкритий чемпіонат США з тенісу | A    | A    | LQ   | A    | 1R   | LQ   | 2R   | 2R   | 2R   | 1R   | 2R   | 2R   | 1R   | 2R   | К1р  | К1р  | К1р  | 12–10 |
| Перемоги-Поразки                 | 0–0  | 0–0  | 0–0  | 0–0  | 0–1  | 1–2  | 2–3  | 3–4  | 1–4  | 2–4  | 3–4  | 2–4  | 0–3  | 1–3  | 0–1  | 0–0  |      | 15–33 |

### Парний розряд
| Турнір                           | 2004 | 2005 | 2006 | 2007 | 2008 | 2009 | W-L   |
| -------------------------------- | ---- | ---- | ---- | ---- | ---- | ---- | ----- |
| Australian Open                  |      | 1R   | 2R   | 3R   | 1R   |      | 3–4   |
| French Open                      | 2R   | 2R   | 1R   | ЧФ   | 1R   | 1R   | 5–6   |
| Вімблдонський турнір             | 1R   | 1R   | 3R   | 1R   | 2R   | 2R   | 4–6   |
| Відкритий чемпіонат США з тенісу | 2R   | 2R   | 1R   | 3R   | 2R   | 1R   | 5–6   |
| Перемоги-Поразки                 | 2–3  | 2–4  | 3–4  | 7–4  | 2–4  | 1–3  | 17–22 |

## Результати особистих зустрічей
- Сафіна Дінара Мубінівна 1–4
- Сорана Кирстя 0–2
- Анастасія Павлюченкова 0–1
- Jelena Kostanić 0–4
- Флавія Пеннетта 0–4
- Даніела Гантухова 0–2
- Дементьєва Олена В'ячеславівна 0–4
- Патті Шнідер 0–1
- Вікторія Азаренко 0–1
- Франческа Ск'явоне 0–3
- Саманта Стосур 2–1
- Марія Шарапова 1–1
- Суґіяма Ай 0–1
- Єлена Янкович 0–4
- Амелі Моресмо 0–2
- Єлена Докич 1–0
- Кончіта Мартінес 0–2
- Лі На 1–2
- Кім Клейстерс 0–2
- Каролін Возняцкі 0–2
- Ліндсі Девенпорт 0–2
- Мискіна Анастасія Андріївна 1–1
- Жустін Енен 0–2
- Серена Вільямс 0–1
- Петрова Надія Вікторівна 0–2
- Петра Квітова 0–2
- Паола Суарес 0–2
- Алісія Молік 0–1
- Маріон Бартолі 1–4